# 10.ª etapa del Giro de Italia 2023
La 10.ª etapa del Giro de Italia 2023 tuvo lugar el 16 de mayo de 2023 y consistió en una etapa en línea con inicio en el municipio de Scandiano y final en la ciudad de Viareggio sobre un recorrido de 158 km con dos puertos de montaña, uno de segunda categoría y otro de cuarta. Esta fue ganada por el danés Magnus Cort del equipo EF Education-EasyPost.

## Clasificación de la etapa
| Scandiano - Viareggio | etapa escarpada | (196 km) |

| \| Clasificación de la etapa \| Clasificación de la etapa \| Clasificación de la etapa \| Clasificación de la etapa \| Clasificación de la etapa \| \| Ciclista \| Ciclista \| Equipo \| Tiempo \| \| \| ------------------------- \| ------------------------- \| ---------------------------------- \| ------------------------- \| ------------------------- \| \| 1.º \| Magnus Cort \| EF Education-EasyPost \| 4 h 51 min 15 s \| \| \| 2.º \| Derek Gee \| Israel-Premier Tech \| + 0 s \| \| \| 3.º \| Alessandro De Marchi \| Team Jayco AlUla \| + 2 s \| \| \| 4.º \| Mads Pedersen \| Trek-Segafredo \| + 51 s \| \| \| 5.º \| Pascal Ackermann \| UAE Team Emirates \| + 51 s \| \| \| 6.º \| Stefano Oldani \| Alpecin-Deceuninck \| + 51 s \| \| \| 7.º \| Jonathan Milan \| Bahrain Victorious \| + 51 s \| \| \| 8.º \| Mark Cavendish \| Astana Qazaqstan Team \| + 51 s \| \| \| 9.º \| Mirco Maestri \| Eolo-Kometa \| + 51 s \| \| \| 10.º \| Filippo Fiorelli \| Green Project-Bardiani CSF-Faizanè \| + 51 s \| \| |                      |                                    |                 |
| |                      |                                    |                 |
| Fuente: ProCyclingStats |                      |                                    |                 |
| Clasificación de la etapa |                      |                                    |                 |
| Ciclista | Ciclista             | Equipo                             | Tiempo          |
| 1.º | Magnus Cort          | EF Education-EasyPost              | 4 h 51 min 15 s |
| 2.º | Derek Gee            | Israel-Premier Tech                | + 0 s           |
| 3.º | Alessandro De Marchi | Team Jayco AlUla                   | + 2 s           |
| 4.º | Mads Pedersen        | Trek-Segafredo                     | + 51 s          |
| 5.º | Pascal Ackermann     | UAE Team Emirates                  | + 51 s          |
| 6.º | Stefano Oldani       | Alpecin-Deceuninck                 | + 51 s          |
| 7.º | Jonathan Milan       | Bahrain Victorious                 | + 51 s          |
| 8.º | Mark Cavendish       | Astana Qazaqstan Team              | + 51 s          |
| 9.º | Mirco Maestri        | Eolo-Kometa                        | + 51 s          |
| 10.º | Filippo Fiorelli     | Green Project-Bardiani CSF-Faizanè | + 51 s          |

## Clasificaciones al final de la etapa

### Clasificación general(Maglia Rosa)
| \| Clasificación general \| Clasificación general \| Clasificación general \| Clasificación general \| Clasificación general \| \| Ciclista \| Ciclista \| Equipo \| Tiempo \| \| \| --------------------- \| --------------------- \| --------------------- \| --------------------- \| --------------------- \| \| 1.º \| Geraint Thomas \| Ineos Grenadiers \| 39 h 26 min 33 s \| \| \| 2.º \| Primož Roglič \| Jumbo-Visma \| + 2 s \| \| \| 3.º \| Tao Geoghegan Hart \| Ineos Grenadiers \| + 5 s \| \| \| 4.º \| João Almeida \| UAE Team Emirates \| + 22 s \| \| \| 5.º \| Andreas Leknessund \| Team DSM \| + 35 s \| \| \| 6.º \| Damiano Caruso \| Bahrain Victorious \| + 1 min 28 s \| \| \| 7.º \| Lennard Kämna \| Bora-Hansgrohe \| + 1 min 52 s \| \| \| 8.º \| Pavel Sivakov \| Ineos Grenadiers \| + 2 min 15 s \| \| \| 9.º \| Edward Dunbar \| Team Jayco AlUla \| + 2 min 32 s \| \| \| 10.º \| Thymen Arensman \| Ineos Grenadiers \| + 2 min 32 s \| \| |                    |                    |                  |
| |                    |                    |                  |
| Fuente: ProCyclingStats |                    |                    |                  |
| Clasificación general |                    |                    |                  |
| Ciclista | Ciclista           | Equipo             | Tiempo           |
| 1.º | Geraint Thomas     | Ineos Grenadiers   | 39 h 26 min 33 s |
| 2.º | Primož Roglič      | Jumbo-Visma        | + 2 s            |
| 3.º | Tao Geoghegan Hart | Ineos Grenadiers   | + 5 s            |
| 4.º | João Almeida       | UAE Team Emirates  | + 22 s           |
| 5.º | Andreas Leknessund | Team DSM           | + 35 s           |
| 6.º | Damiano Caruso     | Bahrain Victorious | + 1 min 28 s     |
| 7.º | Lennard Kämna      | Bora-Hansgrohe     | + 1 min 52 s     |
| 8.º | Pavel Sivakov      | Ineos Grenadiers   | + 2 min 15 s     |
| 9.º | Edward Dunbar      | Team Jayco AlUla   | + 2 min 32 s     |
| 10.º | Thymen Arensman    | Ineos Grenadiers   | + 2 min 32 s     |

### Clasificación por puntos(Maglia Ciclamino)
| Clasificación por puntos | Clasificación por puntos | Clasificación por puntos | Clasificación por puntos | Clasificación por puntos |
| Ciclista                 | Ciclista                 | Equipo                   | Puntos                   |                          |
| ------------------------ | ------------------------ | ------------------------ | ------------------------ | ------------------------ |
| 1.º                      | Jonathan Milan           | Bahrain Victorious       | 127 pts                  |                          |
| 2.º                      | Mads Pedersen            | Trek-Segafredo           | 109 pts                  |                          |
| 3.º                      | Kaden Groves             | Alpecin-Deceuninck       | 100 pts                  |                          |
| 4.º                      | Derek Gee                | Israel-Premier Tech      | 64 pts                   |                          |
| 5.º                      | Michael Matthews         | Team Jayco AlUla         | 60 pts                   |                          |
| 6.º                      | Magnus Cort              | EF Education-EasyPost    | 56 pts                   |                          |
| 7.º                      | Davide Bais              | Eolo-Kometa              | 39 pts                   |                          |
| 8.º                      | Pascal Ackermann         | UAE Team Emirates        | 38 pts                   |                          |
| 9.º                      | Alessandro De Marchi     | Team Jayco AlUla         | 37 pts                   |                          |
| 10.º                     | Aurélien Paret-Peintre   | AG2R Citroën Team        | 33 pts                   |                          |

### Clasificación de la montaña(Maglia Azzurra)
| Clasificación de la montaña | Clasificación de la montaña | Clasificación de la montaña | Clasificación de la montaña | Clasificación de la montaña |
| Ciclista                    | Ciclista                    | Equipo                      | Puntos                      |                             |
| --------------------------- | --------------------------- | --------------------------- | --------------------------- | --------------------------- |
| 1.º                         | Davide Bais                 | Eolo-Kometa                 | 104 pts                     |                             |
| 2.º                         | Thibaut Pinot               | Groupama-FDJ                | 50 pts                      |                             |
| 3.º                         | Karel Vacek                 | Team Corratec-Selle Italia  | 36 pts                      |                             |
| 4.º                         | Amanuel Ghebreigzabhier     | Trek-Segafredo              | 26 pts                      |                             |
| 5.º                         | Ben Healy                   | EF Education-EasyPost       | 24 pts                      |                             |
| 6.º                         | Aurélien Paret-Peintre      | AG2R Citroën Team           | 22 pts                      |                             |
| 7.º                         | Alessandro De Marchi        | Team Jayco AlUla            | 21 pts                      |                             |
| 8.º                         | Francesco Gavazzi           | Eolo-Kometa                 | 18 pts                      |                             |
| 9.º                         | Warren Barguil              | Arkéa-Samsic                | 16 pts                      |                             |
| 10.º                        | Santiago Buitrago           | Bahrain Victorious          | 12 pts                      |                             |

### Clasificación de los jóvenes(Maglia Bianca)
| Clasificación del mejor joven | Clasificación del mejor joven | Clasificación del mejor joven | Clasificación del mejor joven | Clasificación del mejor joven |
| Ciclista                      | Ciclista                      | Equipo                        | Tiempo                        |                               |
| ----------------------------- | ----------------------------- | ----------------------------- | ----------------------------- | ----------------------------- |
| 1.º                           | João Almeida                  | UAE Team Emirates             | 39 h 26 min 55 s              |                               |
| 2.º                           | Andreas Leknessund            | Team DSM                      | + 13 s                        |                               |
| 3.º                           | Thymen Arensman               | Ineos Grenadiers              | + 2 min 10 s                  |                               |
| 4.º                           | Santiago Buitrago             | Bahrain Victorious            | + 4 min 18 s                  |                               |
| 5.º                           | Ilan Van Wilder               | Soudal Quick-Step             | + 11 min 45 s                 |                               |
| 6.º                           | Alexander Cepeda              | EF Education-EasyPost         | + 13 min 23 s                 |                               |
| 7.º                           | Einer Rubio                   | Movistar Team                 | + 16 min 48 s                 |                               |
| 8.º                           | Michel Heßmann                | Jumbo-Visma                   | + 17 min 50 s                 |                               |
| 9.º                           | Filippo Zana                  | Team Jayco AlUla              | + 23 min 52 s                 |                               |
| 10.º                          | Marco Frigo                   | Israel-Premier Tech           | + 25 min 29 s                 |                               |

### Clasificación por equipos"Súper team"
| Clasificación por equipos | Clasificación por equipos | Clasificación por equipos | Clasificación por equipos |
| Equipo                    | Equipo                    | Tiempo                    |                           |
| ------------------------- | ------------------------- | ------------------------- | ------------------------- |
| 1.º                       | Ineos Grenadiers          | 118 h 19 min 48 s         |                           |
| 2.º                       | EF Education-EasyPost     | + 6 min 17 s              |                           |
| 3.º                       | Bahrain Victorious        | + 6 min 19 s              |                           |
| 4.º                       | Jumbo-Visma               | + 8 min 09 s              |                           |
| 5.º                       | UAE Team Emirates         | + 10 min 45 s             |                           |
| 6.º                       | Soudal Quick-Step         | + 17 min 46 s             |                           |
| 7.º                       | Bora-Hansgrohe            | + 20 min 22 s             |                           |
| 8.º                       | Groupama-FDJ              | + 27 min 01 s             |                           |
| 9.º                       | Israel-Premier Tech       | + 27 min 21 s             |                           |
| 10.º                      | Astana Qazaqstan Team     | + 33 min 01 s             |                           |

## Abandonos
- Remco Evenepoel (Soudal Quick-Step) no tomó la salida.
- Rein Taaramäe (Intermarché-Circus-Wanty) no tomó la salida.
- Rigoberto Urán (EF Education-EasyPost) no tomó la salida.
- Oscar Riesebeek (Alpecin-Deceuninck) no tomó la salida.
- Domenico Pozzovivo (Israel-Premier Tech) no tomó la salida.
- Sven Erik Bystrøm (Intermarché-Circus-Wanty) no tomó la salida.
- Callum Scotson (Team Jayco AlUla) no tomó la salida.
- Stefan Küng (Groupama-FDJ) no tomó la salida.
- Mads Würtz Schmidt (Israel-Premier Tech) no tomó la salida.
- Aleksandr Vlasov (Bora-Hansgrohe) se retiró durante la etapa.
- Martijn Tusveld (Team DSM) se retiró durante la etapa.
- Simone Petilli (Intermarché-Circus-Wanty) se retiró durante la etapa.
- Erik Fetter (Eolo-Kometa) se retiró durante la etapa.